# Réservoir de Belleville
Le réservoir de Belleville est un réservoir d'eau secondaire de la ville de Paris mis en service en 1866. Il est situé rue du Télégraphe, dans le quartier de Ménilmontant du 20e arrondissement.

## Historique
La construction du réservoir de Belleville s'effectue dans le cadre des grandes rénovations de Paris menées par le préfet Haussmann sous le Second Empire. L'ingénieur civil Eugène Belgrand est chargé de la modernisation du système de stockage et d'approvisionnement en eau de la ville. La réalisation du réservoir de Ménilmontant est couplée à celle du présent ouvrage, situé bien plus en hauteur. En effet, le réservoir et le cimetière de Belleville qui le jouxte sont localisés au point le plus élevé de Paris situé dans le domaine public, à environ 128 mètres au-dessus du niveau de la mer. Cette situation géographique est un avantage certain pour la redistribution en eau car cela permet de profiter d'une force plus grande. 
Le chantier s’effectue sous la direction de Belgrand : il débute en 1862 et se termine en 1865. Une machine à vapeur est nécessaire pour pomper les eaux du réservoir de Ménilmontant jusqu'à celui-ci. Le réservoir est mis en service en mars 1866 : sa capacité finale est de 18 000 m3[source insuffisante].

## Châteaux d'eau

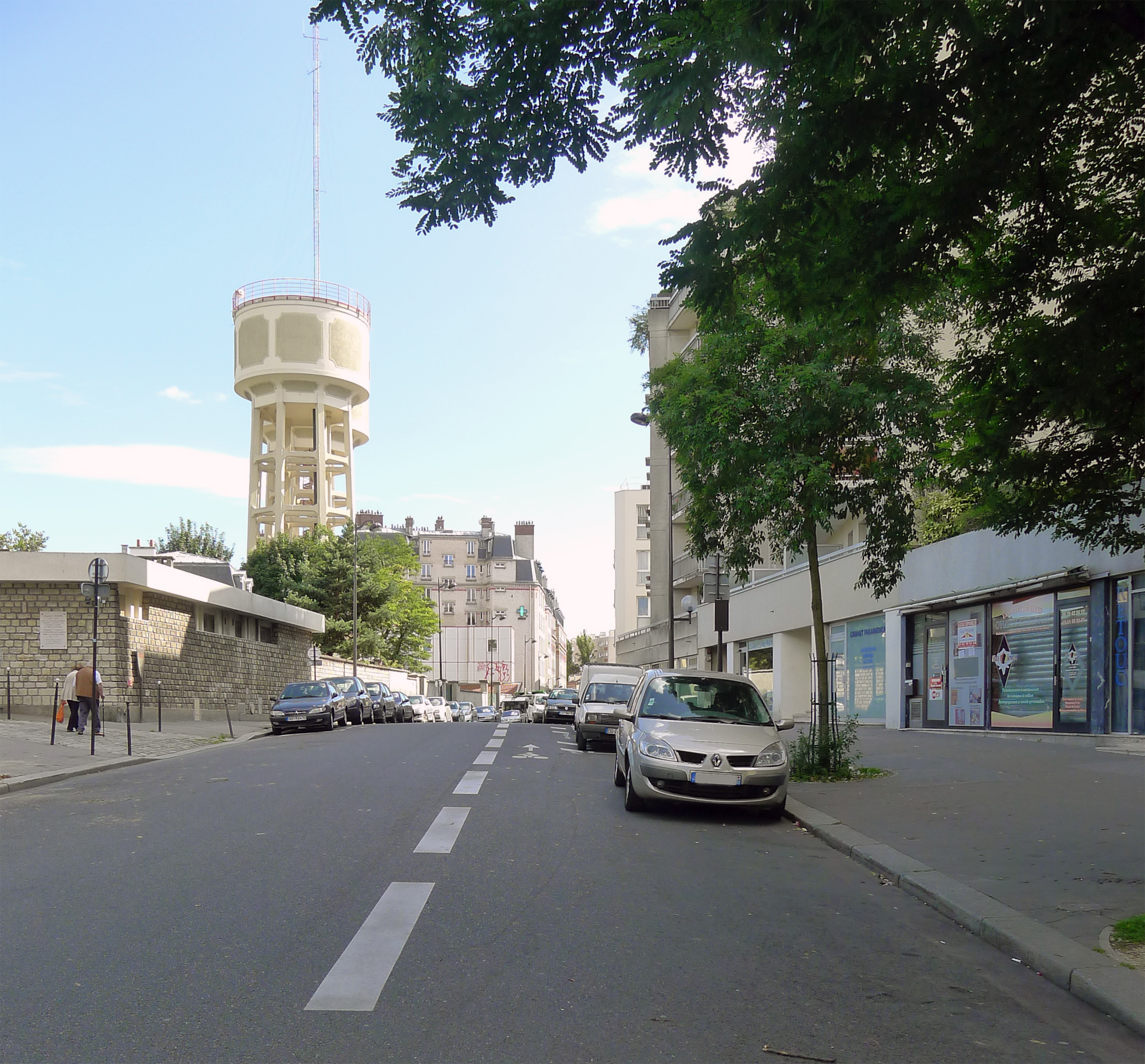
Châteaux d'eau vus depuis la rue du Télégraphe.

En 1919, deux châteaux d'eau sont édifiés à l'ouest du réservoir. Cette entreprise est rendue nécessaire par les constructions nombreuses d'immeubles de plus en plus hauts dans le quartier entourant le réservoir. Il faut donc surélever les cuves d'eau afin d'approvisionner ces foyers.